# Hans Sahar
Hans Sahar (Al Hoceima, 1974), pseudoniem van Farid Boukakar, is een Nederlands schrijver van Marokkaanse afkomst.
Sahar kwam in 1976 met zijn familie naar Den Haag, waar hij in zijn jeugd kennismaakte met de criminaliteit van jeugdbendes. In 1995 publiceerde hij zijn eerste roman Hoezo bloedmooi, die ook in het Duits vertaald werd. Hiermee was hij de eerste schrijver van Marokkaanse afkomst in Nederland. Op het moment dat de roman verscheen volgde Sahar de MEAO.